# African Championship of Nations 2020 (kwalificatie)
De kwalificatie voor de African Championship of Nations 2020 werd gehouden in 2019. Ethiopië was als gastland direct geplaatst, maar dat land werd vervangen door Kameroen. Landen mogen alleen spelers selecteren die in het land zelf actief zijn. In totaal kwalificeerden 16 landen zich voor het hoofdtoernooi in 2020.

## Deelnemende landen
Op 30 januari werden details van de kwalificatie bekend gemaakt. Er zullen 47 landen deelnemen. De kwalificatie wordt verdeeld over verschillende zones. Voor iedere zone zijn een aantal plekken beschikbaar. Ook werden de kwalificatiewedstrijden bekend.
| Zone               | Aantal plekken                  | Landen die meedoen | Landen die niet meedoen                          |
| ------------------ | ------------------------------- | --- | ------------------------------------------------ |
| Zone Noord         | 2 plekken                       | - Algerije - Tunesië - Libië - Marokko | - Egypte                                         |
| Zone West A        | 2 plekken                       | - Guinee - Guinee-Bissau - Kaapverdië - Liberia - Mali - Mauritanië - Senegal                                                                               | - Gambia - Sierra Leone (geschorst door de FIFA) |
| Zone West B        | 3 plekken                       | - Benin - Burkina Faso - Ghana - Ivoorkust - Niger - Nigeria - Togo                                                                                         |                                                  |
| Centrale Zone      | 2 plekken+ Kameroen (gastland)  | - Congo-Brazzaville - Congo-Kinshasa - Equatoriaal-Guinea - Sao Tomé en Principe - Tsjaad - Centraal-Afrikaanse Republiek                                   | - Gabon (Uitgesloten van deelname)               |
| Oost-Centrale Zone | 2 plekken + Ethiopië (gastland) | - Burundi - Djibouti (Aanvankelijk uitgesloten van deelname) - Kenia - Rwanda - Somalië - Tanzania - Oeganda - Soedan - Zuid-Soedan                         | - Eritrea                                        |
| Zuid Zone          | 3 plekken                       | - Angola - Botswana - Comoren - Lesotho - Madagaskar - Malawi - Mauritius - Mozambique - Namibië - Seychellen - Zuid-Afrika - Swaziland - Zambia - Zimbabwe |                                                  |
| Totaal             | 15 plekken + gastland           | 48 teams |                                                  |

## Loting
De loting vond plaats op 30 januari in Caïro, Egypte. Er zullen steeds 2 landen aan elkaar gekoppeld worden die een uit- en thuiswedstrijd tegen elkaar spelen. Als dat gelijk eindigt, zal het land dat de meeste uitdoelpunten heeft gescoord zich plaatsen voor de volgende ronde / het hoofdtoernooi. Mochten er tevens evenveel uitdoelpunten gemaakt zijn zullen er strafschoppen worden genomen. Er zal geen verlening gespeeld worden.

## Wedstrijden

### Zone Noord
Deelnemende landen (2 plekken)
- Algerije
- Tunesië
- Libië
- Marokko

|                                 |          |       |         |                                                                   |
| 21 september 2019 19:45 (UTC+1) | Algerije | 0 – 0 | Marokko | Mustapha Tchakerstadion, Blida Scheidsrechter: Joshua Bondo (BOT) |
| 21 september 2019 19:45 (UTC+1) |          |       |         | Mustapha Tchakerstadion, Blida Scheidsrechter: Joshua Bondo (BOT) |

|                               |                                          |       |          |                                                                                         |
| 18 oktober 2019 20:00 (UTC+1) | Marokko                                  | 3 – 0 | Algerije | Toeschouwers: Stade Municipal de Berkane, Berkane Scheidsrechter: Mahamadou Keita (MLI) |
| 18 oktober 2019 20:00 (UTC+1) | Banoun 27' (pen.) Ahaddad 32' Nahiri 41' |       |          | Toeschouwers: Stade Municipal de Berkane, Berkane Scheidsrechter: Mahamadou Keita (MLI) |

Marokko plaatst zich voor het hoofdtoernooi.
|                                 |           |       |       |                                                              |
| 21 september 2019 19:15 (UTC+1) | Tunesië   | 1 – 0 | Libië | Stade Olympique, Radès Scheidsrechter: Abderrezak Arab (ALG) |
| 21 september 2019 19:15 (UTC+1) | Badri 55' |       |       | Stade Olympique, Radès Scheidsrechter: Abderrezak Arab (ALG) |

|                               |                  |       |                |                                     |
| 18 oktober 2019 17:00 (UTC+1) | Libië            | 1 – 2 | Tunesië        | Stade Boubker Ammar, Salé (Marokko) |
| 18 oktober 2019 17:00 (UTC+1) | Moksi 70' (pen.) |       | Badri 13', 89' | Stade Boubker Ammar, Salé (Marokko) |

Tunesië plaatst zich voor het hoofdtoernooi, maar trok zich terug. Daardoor kwalificeerde Libië zich.

### Zone West A
Deelnemende landen (2 plekken)
- Guinee
- Guinee-Bissau
- Kaapverdië
- Liberia
- Mali
- Mauritanië
- Senegal

Eerste ronde
|                          |               |                                    |      |                                                                  |
| 27 juli 2019 16:30 (UTC) | Guinee-Bissau | 0 – 4                              | Mali | Estádio Lino Correia, Bissau Scheidsrechter: Hassan Corneh (LBR) |
| 27 juli 2019 16:30 (UTC) |               | Koné 3', 38' Samaké 56' Doussé 71' |      | Estádio Lino Correia, Bissau Scheidsrechter: Hassan Corneh (LBR) |

|                             |                                |       |               |                                                                 |
| 4 augustus 2019 16:00 (UTC) | Mali                           | 3 – 0 | Guinee-Bissau | Stade Modibo Kéïta, Bamako Scheidsrechter: Bangaly Konate (GUI) |
| 4 augustus 2019 16:00 (UTC) | Koné 11' Camara 29' Traoré 89' |       |               | Stade Modibo Kéïta, Bamako Scheidsrechter: Bangaly Konate (GUI) |

Mali plaatst zich voor de tweede ronde.
|                            |            |       |            |                                                                                      |
| 27 juli 2019 16:30 (UTC−1) | Kaapverdië | 0 – 0 | Mauritanië | Estádio Nacional de Cabo Verde, Praia Scheidsrechter: Bonifacio Julio da Silva (GNB) |
| 27 juli 2019 16:30 (UTC−1) |            |       |            | Estádio Nacional de Cabo Verde, Praia Scheidsrechter: Bonifacio Julio da Silva (GNB) |

|                             |               |       |               |                                                                                 |
| 3 augustus 2019 17:00 (UTC) | Mauritanië    | 2 – 1 | Kaapverdië    | Olympisch Stadion, Nouakchott Scheidsrechter: Adissa Abdul Raphiou Ligali (BEN) |
| 3 augustus 2019 17:00 (UTC) | Touda 2', 68' |       | Conceicao 90' | Olympisch Stadion, Nouakchott Scheidsrechter: Adissa Abdul Raphiou Ligali (BEN) |

Mauritanië plaatst zich voor de tweede ronde.
|                          |             |       |         |                                                                                   |
| 28 juli 2019 16:00 (UTC) | Liberia     | 1 – 0 | Senegal | Antoinette Tubman Stadion, Monrovia Scheidsrechter: Abdel Aziz Mohamed Bouh (MTN) |
| 28 juli 2019 16:00 (UTC) | Jackson 90' |       |         | Antoinette Tubman Stadion, Monrovia Scheidsrechter: Abdel Aziz Mohamed Bouh (MTN) |

|                             |                            |       |         |                                                                          |
| 3 augustus 2019 17:00 (UTC) | Senegal                    | 3 – 0 | Liberia | Stade Léopold Sédar Senghor, Dakar Scheidsrechter: Fabrício Duarte (CPV) |
| 3 augustus 2019 17:00 (UTC) | Diouf 50' Niang 78' Bâ 82' |       |         | Stade Léopold Sédar Senghor, Dakar Scheidsrechter: Fabrício Duarte (CPV) |

Senegal plaatst zich voor de tweede ronde.
Tweede ronde
|                               |            |       |      |                                                                     |
| 21 september 2019 17:00 (UTC) | Mauritanië | 0 – 0 | Mali | Olympisch Stadion, Nouakchott Scheidsrechter: Slim Belkhaouas (TUN) |
| 21 september 2019 17:00 (UTC) |            |       |      | Olympisch Stadion, Nouakchott Scheidsrechter: Slim Belkhaouas (TUN) |

|                             |                           |       |            |                            |
| 18 oktober 2019 16:00 (UTC) | Mali                      | 2 – 0 | Mauritanië | Stade Modibo Kéïta, Bamako |
| 18 oktober 2019 16:00 (UTC) | Coulibaly 42' Sissoko 84' |       |            | Stade Modibo Kéïta, Bamako |

Mali plaatst zich voor het hoofdtoernooi.
|                               |           |       |        |                                                                      |
| 21 september 2019 16:30 (UTC) | Senegal   | 1 – 0 | Guinee | Stade Léopold Sédar Senghor, Dakar Scheidsrechter: Jerry Yekeh (LBR) |
| 21 september 2019 16:30 (UTC) | Mbodj 86' |       |        | Stade Léopold Sédar Senghor, Dakar Scheidsrechter: Jerry Yekeh (LBR) |

|                             |               |       |         |                                |
| 18 oktober 2019 16:00 (UTC) | Guinee        | 1 – 0 | Senegal | Stade du 28 Septembre, Conakry |
| 18 oktober 2019 16:00 (UTC) | Bangoura 47'  |       |         | Stade du 28 Septembre, Conakry |
| 18 oktober 2019 16:00 (UTC) | Strafschoppen |       |         | Stade du 28 Septembre, Conakry |
| 18 oktober 2019 16:00 (UTC) | 3–1           |       |         | Stade du 28 Septembre, Conakry |

Guinee plaatst zich voor het hoofdtoernooi.

### Zone West B
Deelnemende landen (3 plekken)
- Benin
- Burkina Faso
- Ghana
- Ivoorkust
- Niger
- Nigeria
- Togo

Eerste ronde
|                            |       |       |      |                                                                                  |
| 28 juli 2019 17:00 (UTC+1) | Benin | 0 – 0 | Togo | Stade Charles de Gaulle, Porto-Novo Scheidsrechter: Ibrahim Kalilou Traoré (CIV) |
| 28 juli 2019 17:00 (UTC+1) |       |       |      | Stade Charles de Gaulle, Porto-Novo Scheidsrechter: Ibrahim Kalilou Traoré (CIV) |

|                             |            |       |       |                                                            |
| 4 augustus 2019 16:00 (UTC) | Togo       | 1 – 0 | Benin | Stade de Kégué, Lomé Scheidsrechter: Boureima Sanogo (BUR) |
| 4 augustus 2019 16:00 (UTC) | Marouf 73' |       |       | Stade de Kégué, Lomé Scheidsrechter: Boureima Sanogo (BUR) |

Togo plaatst zich voor de tweede ronde.
Tweede ronde
|                               |                                            |       |            |                                                          |
| 22 september 2019 16:00 (UTC) | Togo                                       | 4 – 1 | Nigeria    | Stade de Kégué, Lomé Scheidsrechter: Adissa Ligali (BEN) |
| 22 september 2019 16:00 (UTC) | Nane 16', 64' Tchakei 73' (pen.) Agoro 89' |       | Sunusi 10' | Stade de Kégué, Lomé Scheidsrechter: Adissa Ligali (BEN) |

|                               |               |       |      |                                                                        |
| 18 oktober 2019 16:00 (UTC+1) | Nigeria       | 2 – 0 | Togo | Agegestadion, Lagos Scheidsrechter: Abdoulaye Rhissa Al-Mustapha (NIG) |
| 18 oktober 2019 16:00 (UTC+1) | Alimi 9', 71' |       |      | Agegestadion, Lagos Scheidsrechter: Abdoulaye Rhissa Al-Mustapha (NIG) |

Togo plaatst zich voor het hoofdtoernooi.
|                                 |                               |       |           |                                                                               |
| 22 september 2019 16:00 (UTC+1) | Niger                         | 2 – 0 | Ivoorkust | Stade Général Seyni Kountché, Niamey Scheidsrechter: Adaari Abdul Latif (GHA) |
| 22 september 2019 16:00 (UTC+1) | Halidou 43' Aziz 90+6' (pen.) |       |           | Stade Général Seyni Kountché, Niamey Scheidsrechter: Adaari Abdul Latif (GHA) |

|                             |           |       |       |                                                                           |
| 18 oktober 2019 15:00 (UTC) | Ivoorkust | 1 – 0 | Niger | Stade Félix Houphouët-Boigny, Abidjan Scheidsrechter: Jean Ouattara (BUR) |
| 18 oktober 2019 15:00 (UTC) | Bedi 47'  |       |       | Stade Félix Houphouët-Boigny, Abidjan Scheidsrechter: Jean Ouattara (BUR) |

Niger plaatst zich voor het hoofdtoernooi.
|                               |       |                |              |                                                                         |
| 22 september 2019 15:00 (UTC) | Ghana | 0 – 1          | Burkina Faso | Baba Yarastadion, Kumasi Scheidsrechter: Kouassi Attisso Attiogbe (TOG) |
| 22 september 2019 15:00 (UTC) |       | Pogningo 90+4' |              | Baba Yarastadion, Kumasi Scheidsrechter: Kouassi Attisso Attiogbe (TOG) |

|                             |              |       |       |                              |
| 18 oktober 2019 16:00 (UTC) | Burkina Faso | 0 – 0 | Ghana | Stade du 4 Août, Ouagadougou |
| 18 oktober 2019 16:00 (UTC) |              |       |       | Stade du 4 Août, Ouagadougou |

Burkina Faso plaatst zich voor het hoofdtoernooi.

### Centrale Zone
Deelnemende landen (3 plekken)
- Kameroen
- Congo-Brazzaville
- Congo-Kinshasa
- Equatoriaal-Guinea
- Centraal-Afrikaanse Republiek
- Sao Tomé en Principe
- Tsjaad

Eerste ronde
|              |                               |   |                      |  |
| 30 juli 2019 | Centraal-Afrikaanse Republiek | X | Sao Tomé en Principe |  |
| 30 juli 2019 |                               |   |                      |  |

|                 |                      |   |                               |  |
| 2 augustus 2019 | Sao Tomé en Principe | X | Centraal-Afrikaanse Republiek |  |
| 2 augustus 2019 |                      |   |                               |  |

São Tomé en Príncipe trok zich terug, Centraal-Afrikaanse Republiek plaatst zich voor de tweede ronde.
|                            |                                |       |                          |                                                                                      |
| 28 juli 2019 15:30 (UTC+1) | Tsjaad                         | 3 – 3 | Equatoriaal-Guinea       | Stade Omnisports Idriss Mahamat Ouya, Ndjamena Scheidsrechter: André Kolissala (CAF) |
| 28 juli 2019 15:30 (UTC+1) | Makine 17' Adda 20' Djimet 90' |       | Nlavo 3' Oba 22' Efa 82' | Stade Omnisports Idriss Mahamat Ouya, Ndjamena Scheidsrechter: André Kolissala (CAF) |

|                               |                        |       |          |                                                                          |
| 4 augustus 2019 18:00 (UTC+1) | Equatoriaal-Guinea     | 2 – 1 | Tsjaad   | Nuevo Estadio de Malabo, Malabo Scheidsrechter: Isidore Essono Nze (GAB) |
| 4 augustus 2019 18:00 (UTC+1) | Celedonio 2' Nlavo 63' |       | Adda 54' | Nuevo Estadio de Malabo, Malabo Scheidsrechter: Isidore Essono Nze (GAB) |

Equatoriaal-Guinea plaatst zich voor de tweede ronde.
Tweede ronde
|                                 |                               |                     |                |                                                                                   |
| 22 september 2019 16:00 (UTC+1) | Centraal-Afrikaanse Republiek | 0 – 2               | Congo-Kinshasa | Barthélemy Bogandastadion, Bangui Scheidsrechter: Diosdado Nzibi Nze Angono (GEQ) |
| 22 september 2019 16:00 (UTC+1) |                               | Beya 26' Muleka 85' |                | Barthélemy Bogandastadion, Bangui Scheidsrechter: Diosdado Nzibi Nze Angono (GEQ) |

|                               |                                     |       |                               |                             |
| 18 oktober 2019 15:30 (UTC+1) | Congo-Kinshasa                      | 4 – 1 | Centraal-Afrikaanse Republiek | Stade des Martyrs, Kinshasa |
| 18 oktober 2019 15:30 (UTC+1) | Beya 13', 42' Kikasa 28' Muleka 60' |       | Dimokoyen 70'                 | Stade des Martyrs, Kinshasa |

Congo-Kinshasa plaatst zich voor het hoofdtoernooi.
|                                 |                    |       |                      |                           |
| 22 september 2019 17:00 (UTC+1) | Equatoriaal-Guinea | 2 – 2 | Congo-Brazzaville    | Estadio de Malabo, Malabo |
| 22 september 2019 17:00 (UTC+1) | Oba 14', 25'       |       | Etou 28' Mokombo 83' | Estadio de Malabo, Malabo |

|                               |                   |       |                    |                                            |
| 18 oktober 2019 16:00 (UTC+1) | Congo-Brazzaville | 1 – 0 | Equatoriaal-Guinea | Stade Alphonse Massemba-Débat, Brazzaville |
| 18 oktober 2019 16:00 (UTC+1) | Bakoua 84'        |       |                    | Stade Alphonse Massemba-Débat, Brazzaville |

Congo-Brazzaville plaatst zich voor het hoofdtoernooi.

### Oost-Centrale Zone
Deelnemende landen (2 plekken)
- Burundi
- Djibouti
- Kenia
- Rwanda
- Soedan
- Somalië
- Tanzania
- Oeganda
- Zuid-Soedan

Eerste ronde
|                            |                             |       |             |                                                                                             |
| 27 juli 2019 15:00 (UTC+2) | Burundi                     | 2 – 0 | Zuid-Soedan | Prince Louis Rwagasorestadion, Bujumbura Scheidsrechter: Emmanuel Alphonce Mwandembwa (TAN) |
| 27 juli 2019 15:00 (UTC+2) | Dusabe 63' Nshimirimana 84' |       |             | Prince Louis Rwagasorestadion, Bujumbura Scheidsrechter: Emmanuel Alphonce Mwandembwa (TAN) |

|                               |             |       |                         |                                                                                        |
| 4 augustus 2019 16:00 (UTC+3) | Zuid-Soedan | 1 – 2 | Burundi                 | Phillip Omondistadion, Kampala (Oeganda) Scheidsrechter: Saddam Houssein Mansour (DJB) |
| 4 augustus 2019 16:00 (UTC+3) | Nyuar 1'    |       | Muselemu 67' Dusabe 84' | Phillip Omondistadion, Kampala (Oeganda) Scheidsrechter: Saddam Houssein Mansour (DJB) |

Burundi plaatst zich voor de tweede ronde.
|                            |              |       |                                         |                                                                                                |
| 27 juli 2019 18:00 (UTC+3) | Somalië      | 1 – 3 | Oeganda                                 | El Hadj Hassan Gouled Aptidon Stadion, Djibouti (Djibouti) Scheidsrechter: Belay Tadesse (ETH) |
| 27 juli 2019 18:00 (UTC+3) | Mohammed 87' |       | Kaddu 45+3' (pen.) Kizza 63' Lwanga 83' | El Hadj Hassan Gouled Aptidon Stadion, Djibouti (Djibouti) Scheidsrechter: Belay Tadesse (ETH) |

|                               |                                                |       |          |                                                                                |
| 3 augustus 2019 16:00 (UTC+3) | Oeganda                                        | 4 – 1 | Somalië  | Phillip Omondistadion, Kampala Scheidsrechter: Elsiddig Mohamed Eltreefe (SUD) |
| 3 augustus 2019 16:00 (UTC+3) | Kaddu 3' (pen.), 44' (pen.), 48' Kyambadde 36' |       | Daud 89' | Phillip Omondistadion, Kampala Scheidsrechter: Elsiddig Mohamed Eltreefe (SUD) |

Oeganda plaatst zich voor de tweede ronde.
|                            |          |                   |          |                                                                                                  |
| 26 juli 2019 18:00 (UTC+3) | Djibouti | 0 – 1             | Ethiopië | El Hadj Hassan Gouled Aptidon Stadion, Djibouti Scheidsrechter: Abdoul Karim Twagiramukiza (RWA) |
| 26 juli 2019 18:00 (UTC+3) |          | Tamene 63' (pen.) |          | El Hadj Hassan Gouled Aptidon Stadion, Djibouti Scheidsrechter: Abdoul Karim Twagiramukiza (RWA) |

|                               |                                                  |       |                                  |                                                                        |
| 4 augustus 2019 16:00 (UTC+3) | Ethiopië                                         | 4 – 3 | Djibouti                         | Dire Dawa Stadion, Dire Dawa Scheidsrechter: Hassan Mohamed Hagi (SOM) |
| 4 augustus 2019 16:00 (UTC+3) | Gebremichael 26' Bayeh 43' Giday 48' Tafesse 88' |       | Ahmed 40' Robleh 52' Mahabeh 58' | Dire Dawa Stadion, Dire Dawa Scheidsrechter: Hassan Mohamed Hagi (SOM) |

Ethiopië plaatst zich voor de tweede ronde.
|                            |          |       |       |                                                                           |
| 28 juli 2019 16:00 (UTC+3) | Tanzania | 0 – 0 | Kenia | Nationaal Stadion, Dar es Salaam Scheidsrechter: Thierry Nkurunziza (BDI) |
| 28 juli 2019 16:00 (UTC+3) |          |       |       | Nationaal Stadion, Dar es Salaam Scheidsrechter: Thierry Nkurunziza (BDI) |

|                               |                        |       |                             |                                                                                    |
| 4 augustus 2019 16:00 (UTC+2) | Kenia                  | 0 – 0 | Tanzania                    | Moi International Sports Centre, Nairobi Scheidsrechter: Brian Nsubuga Miiro (UGA) |
| 4 augustus 2019 16:00 (UTC+2) |                        |       |                             | Moi International Sports Centre, Nairobi Scheidsrechter: Brian Nsubuga Miiro (UGA) |
| 4 augustus 2019 16:00 (UTC+2) | Strafschoppen          |       |                             | Moi International Sports Centre, Nairobi Scheidsrechter: Brian Nsubuga Miiro (UGA) |
| 4 augustus 2019 16:00 (UTC+2) | Kibwage Miheso Onyango | 1–4   | Nyoni Godfrey Kamagi Hamisi | Moi International Sports Centre, Nairobi Scheidsrechter: Brian Nsubuga Miiro (UGA) |

Winnaar plaatst zich voor de tweede ronde.
Tweede ronde
|                                 |         |                                     |         |                                                                                      |
| 21 september 2019 15:00 (UTC+2) | Burundi | 0 – 3                               | Oeganda | Prince Louis Rwagasorestadion, Bujumbura Scheidsrechter: Souleiman Ahmed Djama (DJI) |
| 21 september 2019 15:00 (UTC+2) |         | Ssekajugo 14' Mutyaba 83' Kizza 88' |         | Prince Louis Rwagasorestadion, Bujumbura Scheidsrechter: Souleiman Ahmed Djama (DJI) |

|                               |                                  |       |         |                            |
| 18 oktober 2019 16:00 (UTC+3) | Oeganda                          | 3 – 0 | Burundi | Startimes Stadium, Kampala |
| 18 oktober 2019 16:00 (UTC+3) | Bayo 5' Ssekajugo 70' Okello 83' |       |         | Startimes Stadium, Kampala |

Oeganda plaatst zich voor het hoofdtoernooi.
|                                 |          |            |        |                                                             |
| 22 september 2019 16:00 (UTC+3) | Ethiopië | 0 – 1      | Rwanda | Tigraystadion, Mek'ele Scheidsrechter: Anthony Ogwayo (KEN) |
| 22 september 2019 16:00 (UTC+3) |          | Sugira 61' |        | Tigraystadion, Mek'ele Scheidsrechter: Anthony Ogwayo (KEN) |

|                               |            |       |             |                                   |
| 18 oktober 2019 15:30 (UTC+3) | Rwanda     | 1 – 1 | Ethiopië    | Stade Régional Nyamirambo, Kigali |
| 18 oktober 2019 15:30 (UTC+3) | Sugira 82' |       | Tafesse 72' | Stade Régional Nyamirambo, Kigali |

Rwanda plaatst zich voor het hoofdtoernooi.
|                                 |          |             |        |                                                                      |
| 22 september 2019 19:00 (UTC+3) | Tanzania | 0 – 1       | Soedan | Nationaal Stadion, Dar es Salaam Scheidsrechter: Belay Tadesse (ETH) |
| 22 september 2019 19:00 (UTC+3) |          | Mozamil 61' |        | Nationaal Stadion, Dar es Salaam Scheidsrechter: Belay Tadesse (ETH) |

|                               |           |       |                       |                                                   |
| 18 oktober 2019 19:00 (UTC+2) | Soedan    | 1 – 2 | Tanzania              | Al-Merrikh Stadion, Omdurman Toeschouwers: 25.000 |
| 18 oktober 2019 19:00 (UTC+2) | Kamal 30' |       | Nyoni 50' Nchimbi 79' | Al-Merrikh Stadion, Omdurman Toeschouwers: 25.000 |

Tanzania plaatst zich voor het hoofdtoernooi.

### Zuid Zone
Deelnemende landen (3 plekken)
- Angola
- Botswana
- Comoren
- Lesotho
- Madagaskar
- Malawi
- Mauritius
- Mozambique
- Namibië
- Seychellen
- Zuid-Afrika
- Swaziland
- Zambia
- Zimbabwe

Eerste ronde
|                             |                       |       |            |                                                                |
| 20 april 2019 16:00 (UTC+2) | Botswana              | 2 – 0 | Seychellen | Lobatsestadion, Lobatse Scheidsrechter: Ishmael Chizinga (MAW) |
| 20 april 2019 16:00 (UTC+2) | Ditlhokwe 58' Boy 64' |       |            | Lobatsestadion, Lobatse Scheidsrechter: Ishmael Chizinga (MAW) |

|                           |             |       |                               |                                                               |
| 11 mei 2019 16:30 (UTC+4) | Seychellen  | 1 – 3 | Botswana                      | Stade Linité, Victoria Scheidsrechter: Ganesh Chutooree (MRI) |
| 11 mei 2019 16:30 (UTC+4) | Monnaie 62' |       | Setsile 55', 87' Mogorosi 71' | Stade Linité, Victoria Scheidsrechter: Ganesh Chutooree (MRI) |

Botswana plaatst zich voor de tweede ronde.
|                             |           |       |        |                                                               |
| 20 april 2019 15:00 (UTC+2) | Swaziland | 0 – 0 | Malawi | Sportcenter Mavuso, Manzini Scheidsrechter: Osiase Koto (LES) |
| 20 april 2019 15:00 (UTC+2) |           |       |        | Sportcenter Mavuso, Manzini Scheidsrechter: Osiase Koto (LES) |

|                           |           |       |             |                                                               |
| 11 mei 2019 14:30 (UTC+2) | Malawi    | 1 – 1 | Swaziland   | Kamazustadion, Blantyre Scheidsrechter: Brighton Chimene (ZIM |
| 11 mei 2019 14:30 (UTC+2) | Mhone 59' |       | Gamedze 53' | Kamazustadion, Blantyre Scheidsrechter: Brighton Chimene (ZIM |

Swaziland plaatst zich voor de tweede ronde.
Tweede ronde
|                            |          |       |        |                                                                                 |
| 26 juli 2019 19:00 (UTC+2) | Botswana | 0 – 0 | Zambia | Francistown Stadion, Francistown Scheidsrechter: Antonio Caluassi Dungula (ANG) |
| 26 juli 2019 19:00 (UTC+2) |          |       |        | Francistown Stadion, Francistown Scheidsrechter: Antonio Caluassi Dungula (ANG) |

|                               |                                          |       |                     |                                                                     |
| 3 augustus 2019 15:00 (UTC+2) | Zambia                                   | 3 – 2 | Botswana            | National Heroes Stadium, Lusaka Scheidsrechter: Celso Alvacao (MOZ) |
| 3 augustus 2019 15:00 (UTC+2) | Chabula 13' Kampamba 45+2' Musakanya 67' |       | Kebatho 10' Boy 21' | National Heroes Stadium, Lusaka Scheidsrechter: Celso Alvacao (MOZ) |

Zambia plaatst zich voor de derde ronde.
|                            |             |       |             |                                                                    |
| 26 juli 2019 15:00 (UTC+2) | Swaziland   | 1 – 1 | Angola      | Sportcenter Mavuso, Manzini Scheidsrechter: Tirelo Mositwane (BOT) |
| 26 juli 2019 15:00 (UTC+2) | Sithole 88' |       | Manguxi 50' | Sportcenter Mavuso, Manzini Scheidsrechter: Tirelo Mositwane (BOT) |

|                               |                                                  |       |                                                        |                                                                        |
| 2 augustus 2019 20:30 (UTC+1) | Angola                                           | 1 – 1 | Swaziland                                              | Estádio dos Coqueiros, Luanda Scheidsrechter: Nehemia Shoovaleka (NAM) |
| 2 augustus 2019 20:30 (UTC+1) | Caranga 34'                                      |       | Tsabedze 56'                                           | Estádio dos Coqueiros, Luanda Scheidsrechter: Nehemia Shoovaleka (NAM) |
| 2 augustus 2019 20:30 (UTC+1) | Strafschoppen                                    |       |                                                        | Estádio dos Coqueiros, Luanda Scheidsrechter: Nehemia Shoovaleka (NAM) |
| 2 augustus 2019 20:30 (UTC+1) | Caranga De Paizo Chico Manguxi Afonso Coxe Panzo | 4–5   | Sithole Me. Dlamini Shabangu #4 Mkhonta Ndaba Vilakati | Estádio dos Coqueiros, Luanda Scheidsrechter: Nehemia Shoovaleka (NAM) |

Swaziland plaatst zich voor de derde ronde.
|                            |         |                             |         |                                                                 |
| 26 juli 2019 15:30 (UTC+3) | Comoren | 0 – 2                       | Namibië | Stade de Moroni, Moroni Scheidsrechter: Nelson Emile Fred (SEY) |
| 26 juli 2019 15:30 (UTC+3) |         | Kambindu 63' Fredericks 89' |         | Stade de Moroni, Moroni Scheidsrechter: Nelson Emile Fred (SEY) |

|                               |         |       |         |                                                                    |
| 2 augustus 2019 16:00 (UTC+2) | Namibië | 0 – 0 | Comoren | Sam Nujomastadion, Windhoek Scheidsrechter: Brighton Chimene (ZIM) |
| 2 augustus 2019 16:00 (UTC+2) |         |       |         | Sam Nujomastadion, Windhoek Scheidsrechter: Brighton Chimene (ZIM) |

Namibië plaatst zich voor de derde ronde.
|                            |                      |       |            |                                                                           |
| 26 juli 2019 14:30 (UTC+3) | Madagaskar           | 1 – 0 | Mozambique | Mahamasinastadion, Antananarivo Scheidsrechter: Ali Mohamed Adelaid (COM) |
| 26 juli 2019 14:30 (UTC+3) | Randianantenaina 90' |       |            | Mahamasinastadion, Antananarivo Scheidsrechter: Ali Mohamed Adelaid (COM) |

|                               |                                       |       |                                     |                                                                   |
| 4 augustus 2019 15:00 (UTC+2) | Mozambique                            | 3 – 2 | Madagaskar                          | Estádio do Zimpeto, Maputo Scheidsrechter: Ganesh Chutooree (MRI) |
| 4 augustus 2019 15:00 (UTC+2) | António 4' Maninho 35' Miquissone 43' |       | Randianantenaina 50' Manampisoa 56' | Estádio do Zimpeto, Maputo Scheidsrechter: Ganesh Chutooree (MRI) |

Madagaskar plaatst zich voor de derde ronde.
|                            |                                              |       |                             |                                                               |
| 28 juli 2019 15:00 (UTC+2) | Lesotho                                      | 3 – 2 | Zuid-Afrika                 | Setsotostadion, Maseru Scheidsrechter: Thulani Sibandze (SWZ) |
| 28 juli 2019 15:00 (UTC+2) | Seturumane 3' Kalake 70' (pen.) Fothoane 88' |       | Malepe 45' (pen.) Phewa 85' | Setsotostadion, Maseru Scheidsrechter: Thulani Sibandze (SWZ) |

|                               |             |                                  |         |                                                                       |
| 4 augustus 2019 15:00 (UTC+2) | Zuid-Afrika | 0 – 3                            | Lesotho | Dobsonvillestadion, Soweto Scheidsrechter: Abdoul Ohabee Kanoso (MAD) |
| 4 augustus 2019 15:00 (UTC+2) |             | Thaba-Ntšo 49', 69' Kalake 90+2' |         | Dobsonvillestadion, Soweto Scheidsrechter: Abdoul Ohabee Kanoso (MAD) |

Lesotho plaatst zich voor de derde ronde.
|                            |           |                                        |          |                                                                                      |
| 29 juli 2019 12:00 (UTC+4) | Mauritius | 0 – 4                                  | Zimbabwe | Stade Auguste Vollaire, Centre de Flacq Scheidsrechter: Lebalang Martin Mokete (LES) |
| 29 juli 2019 12:00 (UTC+4) |           | Masuku 19' Mavunga 44', 87' Tigere 68' |          | Stade Auguste Vollaire, Centre de Flacq Scheidsrechter: Lebalang Martin Mokete (LES) |

|                               |                    |       |                |                                                                    |
| 4 augustus 2019 15:00 (UTC+2) | Zimbabwe           | 3 – 1 | Mauritius      | Barbourfieldsstadion, Bulawayo Scheidsrechter: Audrick Nkole (ZAM) |
| 4 augustus 2019 15:00 (UTC+2) | Dube 15', 67', 83' |       | A. Aristide 3' | Barbourfieldsstadion, Bulawayo Scheidsrechter: Audrick Nkole (ZAM) |

Zimbabwe plaatst zich voor de derde ronde.
Derde ronde
|                                 |           |              |        |                             |
| 22 september 2019 15:30 (UTC+2) | Swaziland | 0 – 1        | Zambia | Sportcenter Mavuso, Manzini |
| 22 september 2019 15:30 (UTC+2) |           | Shamende 80' |        | Sportcenter Mavuso, Manzini |

|                               |                 |       |                          |                                                                           |
| 18 oktober 2019 15:00 (UTC+2) | Zambia          | 2 – 2 | Swaziland                | National Heroes Stadium, Lusaka Scheidsrechter: Dharamveer Hurbungs (NAM) |
| 18 oktober 2019 15:00 (UTC+2) | Chabula 5', 57' |       | P. Dlamini 60' Matse 78' | National Heroes Stadium, Lusaka Scheidsrechter: Dharamveer Hurbungs (NAM) |

Zambia plaatst zich voor het hoofdtoernooi.
|                                 |                    |       |         |                                                                              |
| 22 september 2019 14:30 (UTC+3) | Madagaskar         | 1 – 0 | Namibië | Mahamasinastadion, Antananarivo Scheidsrechter: Lebalang Martin Mokete (LES) |
| 22 september 2019 14:30 (UTC+3) | Andrianirina 90+4' |       |         | Mahamasinastadion, Antananarivo Scheidsrechter: Lebalang Martin Mokete (LES) |

|                               |                   |       |            |                                                                    |
| 18 oktober 2019 15:00 (UTC+2) | Namibië           | 2 – 0 | Madagaskar | Sam Nujomastadion, Windhoek Scheidsrechter: Thulani Sibandze (SWZ) |
| 18 oktober 2019 15:00 (UTC+2) | Kambindu 22', 59' |       |            | Sam Nujomastadion, Windhoek Scheidsrechter: Thulani Sibandze (SWZ) |

Namibië plaatst zich voor het hoofdtoernooi.
|                                 |                            |       |              |                                                                     |
| 22 september 2019 15:00 (UTC+2) | Zimbabwe                   | 3 – 1 | Lesotho      | National Sports Stadium, Harare Scheidsrechter: Audrick Nkole (ZAM) |
| 22 september 2019 15:00 (UTC+2) | Dube 22', 60' Taderera 84' |       | Kalake 90+3' | National Sports Stadium, Harare Scheidsrechter: Audrick Nkole (ZAM) |

|                               |         |       |          |                        |
| 18 oktober 2019 15:00 (UTC+2) | Lesotho | 0 – 0 | Zimbabwe | Setsotostadion, Maseru |
| 18 oktober 2019 15:00 (UTC+2) |         |       |          | Setsotostadion, Maseru |

Zimbabwe plaatst zich voor het hoofdtoernooi.

## Gekwalificeerde landen
| Team                | Zone                         | Aantal deelnames (+ eerdere deelnames) |
| ------------------- | ---------------------------- | -------------------------------------- |
| Kameroen (gastland) | Centrale Zone                | 4e (2011, 2016, 2018)                  |
| Marokko             | Noord Zone 2 plekken         | 4e (2014, 2016, 2018)                  |
| Libië               | Noord Zone 2 plekken         | 4e (2009, 2014, 2018)                  |
| Guinee              | Zone West A 2 plekken        | 3e (2016, 2018)                        |
| Mali                | Zone West A 2 plekken        | 4e (2011, 2014, 2016)                  |
| Togo                | Zone West B 3 plekken        | 1e (debuut)                            |
| Niger               | Zone West B 3 plekken        | 3e (2011, 2016)                        |
| Burkina Faso        | Zone West B 3 plekken        | 3e (2014, 2018)                        |
| Congo-Kinshasa      | Centrale Zone 2 plekken      | 5e (2009, 2011, 2016, 2018)            |
| Congo-Brazzaville   | Centrale Zone 2 plekken      | 3e (2014, 2018)                        |
| Zambia              | Zuid Zone 3 plekken          | 4e (2009, 2016, 2018)                  |
| Namibië             | Zuid Zone 3 plekken          | 2e (2018)                              |
| Zimbabwe            | Zuid Zone 3 plekken          | 5e (2009, 2011, 2014, 2016)            |
| Oeganda             | Oost-Centrale Zone 3 plekken | 5e (2011, 2014, 2016, 2018)            |
| Rwanda              | Oost-Centrale Zone 3 plekken | 4e (2011, 2016, 2018)                  |
| Tanzania            | Oost-Centrale Zone 3 plekken | 2e (2009)                              |